# Cseremsani járás

A Cseremsani járás Tatárföldön

A Cseremsani járás (oroszul Черемшанский район, tatárul Чирмешән районы, csuvas nyelven Çарăмсан районĕ) Oroszország egyik járása Tatárföldön. Székhelye Cseremsan.

## Népesség
- 1989-ben 21 800 lakosa volt.
- 2002-ben 21 273 lakosa volt.
- 2010-ben 20 361 lakosa volt, melyből 11 022 tatár, 4 640 csuvas, 3 624 orosz, 853 mordvin, 18 baskír, 15 ukrán, 5 udmurt, 2 mari.